# NGC 5138
NGC 5138 (również OCL 902 lub ESO 132-SC7) – gromada otwarta znajdująca się w gwiazdozbiorze Centaura. Odkrył ją James Dunlop 26 maja 1826 roku. Jest położona w odległości ok. 6,5 tys. lat świetlnych od Słońca.